# 阿秀乡
阿秀乡，是中华人民共和国西藏自治区那曲市巴青县下辖的一个乡镇级行政单位。

## 行政区划
阿秀乡下辖以下地区：
察荣塘村、聂钦村、米次卡村、多吉塘村、直汝村、布通村、沃斯村、索楚库村、达麦村、白让塘村和崩钦村。